# Lijst van nummer 1-hits in Duitsland in 1975
Deze hits stonden in 1975 op nummer 1 in de Der Musikmarkt, de bekendste hitlijst in Duitsland.
| Datum        | Artiest                  | Titel                      |
| ------------ | ------------------------ | -------------------------- |
| 3 januari    | Michael Holm             | Tränen lügen nicht         |
| 10 januari   | Michael Holm             | Tränen lügen nicht         |
| 17 januari   | Michael Holm             | Tränen lügen nicht         |
| 24 januari   | Bachman-Turner Overdrive | You Ain't Seen Nothing Yet |
| 31 januari   | Michael Holm             | Tränen lügen nicht         |
| 7 februari   | Udo Jürgens              | Griechischer Wein          |
| 14 februari  | Udo Jürgens              | Griechischer Wein          |
| 21 februari  | Udo Jürgens              | Griechischer Wein          |
| 28 februari  | Billy Swan               | I Can Help                 |
| 7 maart      | Udo Jürgens              | Griechischer Wein          |
| 14 maart     | Udo Jürgens              | Griechischer Wein          |
| 21 maart     | Udo Jürgens              | Griechischer Wein          |
| 28 maart     | Udo Jürgens              | Griechischer Wein          |
| 4 april      | Udo Jürgens              | Griechischer Wein          |
| 11 april     | The Sweet                | Fox on the Run             |
| 18 april     | Shirley & Company        | Shame, Shame, Shame        |
| 25 april     | Shirley & Company        | Shame, Shame, Shame        |
| 2 mei        | Shirley & Company        | Shame, Shame, Shame        |
| 9 mei        | The Sweet                | Fox on the Run             |
| 16 mei       | The Sweet                | Fox on the Run             |
| 23 mei       | The Sweet                | Fox on the Run             |
| 30 mei       | The Sweet                | Fox on the Run             |
| 6 juni       | The Sweet                | Fox on the Run             |
| 13 juni      | George Baker Selection   | Paloma Blanca              |
| 20 juni      | George Baker Selection   | Paloma Blanca              |
| 27 juni      | George Baker Selection   | Paloma Blanca              |
| 4 juli       | George Baker Selection   | Paloma Blanca              |
| 11 juli      | George Baker Selection   | Paloma Blanca              |
| 18 juli      | George Baker Selection   | Paloma Blanca              |
| 25 juli      | George Baker Selection   | Paloma Blanca              |
| 1 augustus   | George Baker Selection   | Paloma Blanca              |
| 8 augustus   | George Baker Selection   | Paloma Blanca              |
| 15 augustus  | George Baker Selection   | Paloma Blanca              |
| 22 augustus  | George Baker Selection   | Paloma Blanca              |
| 29 augustus  | George Baker Selection   | Paloma Blanca              |
| 5 september  | George Baker Selection   | Paloma Blanca              |
| 12 september | ABBA                     | SOS                        |
| 19 september | ABBA                     | SOS                        |
| 26 september | ABBA                     | SOS                        |
| 3 oktober    | ABBA                     | SOS                        |
| 10 oktober   | ABBA                     | SOS                        |
| 17 oktober   | ABBA                     | SOS                        |
| 24 oktober   | ABBA                     | SOS                        |
| 31 oktober   | Penny McLean             | Lady Bump                  |
| 7 november   | Penny McLean             | Lady Bump                  |
| 14 november  | Penny McLean             | Lady Bump                  |
| 21 november  | Penny McLean             | Lady Bump                  |
| 28 november  | Penny McLean             | Lady Bump                  |
| 5 december   | 5000 Volts               | I'm on Fire                |
| 12 december  | Penny McLean             | Lady Bump                  |
| 19 december  | Penny McLean             | Lady Bump                  |
| 26 december  | Jean-Claude Borelly      | Dolannes Melodie           |